# 2012년 전주국제영화제
제13회 전주국제영화제는 2012년 4월에 개최된 영화제이다. 전주에서 개최되었으며 사회자는 이병준이다.

## 수상 및 후보

### 국제경쟁 - 심사위원특별상
- 엑스 프레스 - 젯 레이코 수상

### 한국단편경쟁 - 우수상 (극&다큐)
- 너에게 간다 - 신이수 수상

### 한국단편경쟁 - 우수상 (실험)
- 바람이 부는 까닭 - 이행준 수상

### 우석상
- 자코모의 여름 - 알레산드로 코모딘 수상

### JIFF 관객상
- 강은 한때 인간이었다 - 잔 자베일 수상
- 잠 못 드는 밤 - 장건재 수상

### JJ-Star상
- 잠 못 드는 밤 - 장건재 수상

### 무비꼴라쥬상
- 파닥파닥 - 이대희 수상

### 관객평론가상
- 아버지 없는 삶 - 김응수 수상

### ZIP&상
- 오목어 - 김진만 수상

### 이스타 넷팩상
- 플로렌티나 후발도 - 라브 디아즈 수상

### 폰 필름 페스티벌 최우수 작품상
- BROTHER - 모상범 수상

### 폰 필름 페스티벌 감독상
- 소리 - 홍혜영 수상

### 폰 필름 페스티벌 심사위원 특별상
- 보편적 순간 - 김진황 수상

### 국제경쟁
- 핑크빛 하늘 - 고바야시 게이이치
- 엑스 프레스 - 젯 레이코
- 멀리서 보면 아름답다 - 빌헬름 세스널
- 이곳은 달이 아닌 지구 - 공살루 토샤
- 파닥파닥 - 이대희
- 강은 한때 인간이었다 - 잔 자베일
- 남서쪽 - 에두아르도 누네스
- 자코모의 여름 - 알레산드로 코모딘
- 비밀의 문 - 안젤리나 니코노바
- 바다에서 2년 - 벤 리버스

### 한국경쟁
- 앙코르와트 - 박상훈
- 경복
- 비구니 - 이창재
- 지옥화 - 이상우
- 비념 - 임흥순
- 나팔꽃 - 황철민
- 잠 못 드는 밤 - 장건재
- 백야 - 이송희일
- 아버지 없는 삶 - 김응수
- 코메디: 다 웃자고 하는 얘기 - 김곡
- 이른 봄, 경주 - 박인경
- 이크 하우 반 야우 - 정재웅
- 장보러가는 날 - 원태웅

### 한국단편경쟁
- 아무것도 못 버리는 사람 - 정동구
- 아마추어 - 예그림
- 누가 공정화를 죽였나? - 한지혜
- 아이들이 타고 있어요 - 차영석
- 오래된 밤 - 김지혜
- 너에게 간다 - 신이수
- 오목어 - 김진만
- 그림자 괴물 - 박혜미
- 눈 - 박보영
- 집 - 김왕걸
- 낙원 - 정민영 외 1명
- 알레그로 - 주윤철
- 먼지들 - 정윤석
- 불안의 확장 - 허재훈
- 간섭 - 전준혁
- TREE OR WOOD - 이은주
- 바람이 부는 까닭 - 이행준

### 디지털 삼인삼색
- 그레이트 시네마 파티 - 라야 마틴
- 마지막 순간의 빛 - 비묵티 자야순다라
- 아직 할 말이 남았지만 - 잉량

### 숏!숏!숏!
- 솔루션 - 김곡
- 일주일 - 박정범

### 영화보다 낯선
- 감시 통제 - 마이클 팜
- 부에나스 노체스, 에스파냐 - 라야 마틴
- 소로 - 제임스 베닝
- 수확 - 펠리페 게레로
- 안더스, 몰루시아 - 니콜라스 레이
- 주님의 양떼 - 로뮈알드 카르마카
- 그냥 해! - 마르틴 아르놀트
- 노출 - 알베르트 자클
- 부부 - 마르틴 아르놀트
- 삶에 지친 앤디 하디 - 마르틴 아르놀트
- 셀프 컨트롤 - 마르틴 아르놀트
- 손수레 - 벤 리버스
- 아르스 콜로니아 - 라야 마틴
- 연구개 - 마르틴 아르놀트
- 우리의 고요한 삶 - 앤드류 쾨팅
- 원숭이 왕을 찾아서 - 켄 제이콥스
- 위로할 수 없는 것 - 장-마리 스트로브
- 유령들린 집 - 마르틴 아르놀트
- 재칼과 아랍인 - 장-마리 스트로브
- 컨퍼런스 - 노르베르트 파펜비흘러
- 필리핀 군도에서의 복싱 - 라야 마틴

### 시네마페스트 영화궁전
- 38인의 목격자 - 루카스 벨보
- 나는 너의 것 - 레너드 팔린저
- 나도 너처럼 - 제프리 엔트호벤
- 더 나은 삶 - 세드릭 칸
- 라자르 선생님 - 필리프 팔라도
- 로보-G - 야구치 시노부
- 방황하는 소녀들 - 윗 스틸만
- 스키야키 - 마에다 테츠
- 아주 특별한 여행 + 달세계 여행 - 조르주 멜리에스 외 2명
- 자이언츠 - 보리 라네스
- 테리 - 아자젤 제이콥스
- 플레이 - 루벤 외스트룬드

### 시네마페스트 애니페스트
- 로테와 문스톤의 비밀 - 헤이키 에르니츠 외 1명
- 르 타블로 - 장 프랑수아 라귀니
- 손오공 3D - 수 다 외 1명

### 시네마페스트 불면의 밤
- 드라이레벤 - 크리스티안 페촐트 외 2명
- 라스트 스크리닝 - 로랑 아샤르
- 말리 - 케빈 맥도널드
- 몬도마닐라 - 카븐
- 조지 해리슨 - 마틴 스코세이지
- 헤드샷 - 펜엑 라타나루앙

### 시네마페스트 야외상영
- 50/50 - 조나단 레빈
- 슈퍼 에이트 - J.J. 에이브럼스
- 원더풀 라디오 - 권칠인
- 티끌모아 로맨스 - 김정환
- 퍼펙트 게임 - 박희곤

### 시네마스케이프 장편
- 관용의 집 - 베르트랑 보넬로
- 구름 위에서 - 토미타 카츠야
- 국도 20호선 - 토미타 카츠야
- 나나 - 발레리 마사디안
- 너무 기대하지 마라 - 수잔 레이
- 눈가리개 - 가린 누그로호
- 독신자의 산 - 위 광이
- 라스트 크리스테로스 - 마티아스 마이어
- 로 라이프 - 니콜라스 클로츠
- 무빙 - 박기용
- 문과 창을 열어라 - 밀라그로스 무멘탈러
- 미카엘 - 마커스 슐레진저
- 불가에 앉아 - 알레한드로 페르난데즈 알멘드라스
- 사우다지 - 토미타 카츠야
- 서신교환: 메카스-게린 - 조나스 메카스 외 1명
- 스튜던트 - 산티아고 미트레
- 여인의 복수 - 히타 아세베두 고미스

### 우리의 결의를 다진 것은 아름다움이었으리라: 아다치 마사오의 초상
- 필립 그랑드리외
- 우린 집에 돌아갈 수 없어 - 니콜라스 레이
- 우화 - 드니 코테
- 위기의 여자들 - 코바야시 마사히로
- 위험한 장난 - 데이비드 젤너
- 인베이전 - 휴고 산티아고
- 전쟁 이후 - 아소카 한다가마
- 죽엄의 상자 - 김기영
- 지옥의 지배자 - 리티 판
- 출산의 세기 - 라브 디아즈
- 컬러 휠 - 알렉스 로스 페리
- 키홀 - 가이 매딘
- 타부 - 미겔 고미쉬
- 태양계 - 토마스 하이제
- 파피로젠 - 가스통 솔니츠키
- 퍼티 힐 - 매튜 포터필드
- 프리 랜드 - 민다 마틴
- 플로렌티나 후발도 - 라브 디아즈
- 훌리오와 에밀리아 - 크리스티안 히메네즈

### 시네마스케이프 단편
- 가족 - 마츠나가 다이시
- 나는 트럭이다 - 김기영
- 붉은 새벽 - 주앙 페드로 호드리게스 외 1명
- 블레임 앤 플레임 - 모함마드레자 파르자드
- 연민의 궁전 - 가브리엘 아브랑트스 외 1명
- 영광의 사고 - 마우로 안드리지 외 1명
- 이이불이 - 마리코 테츠야
- 차이나 차이나 - 주앙 페드로 호드리게스 외 1명

### 시네마스케이프 한국영화 쇼케이스
- 개들의 전쟁 - 조병옥
- 미쓰 마마 - 백연아
- 설마 그럴리가 없어 - 조성규
- MB의 추억 - 김재환

### 시네마스케이프 로컬 시네마 전주
- 1/75' - 이지송
- 구토 - 임경희
- 그대에게 가는 먼 길 - 이수유
- 복날 - 이은상
- 장 - 송영화

### 회고전: 우치다 도무
- 땀 - 우치다 토무
- 경찰관 - 우치다 토무
- 흙 - 우치다 토무
- 내면의 굴레 - 우치다 토무
- 요시와라의 요녀 이야기 - 우치다 토무
- 기아 해협 - 우치다 토무
- 후지산의 혈창 - 우치다 토무
- 사랑, 너의 이름은 슬픔 - 우치다 토무

### 파멸: 고전영화와의 붕괴
- 1년의 9일 - 미하일 롬
- 그 장소에 여자가 있으니 - 스즈키 히데오
- 낯선 곳에서의 2주 - 빈센트 미넬리
- 사고뭉치 간호조무사 - 프랭크 타쉬린
- 선택 - 유세프 샤힌
- 캐슬 오브 블러드 - 안토니오 마르게리티
- 파멸 - 끌로드 샤브롤
- 파티 - 블레이크 에드워즈
- 프랑켄슈타인과 지옥에서 온 괴물 - 테런스 피셔

### 특별전: 알베르트 세라
- 기사에게 경배를 - 알베르 세라
- 새들의 노래 - 알베르 세라
- 산초를 기다리며 - 마크 페란슨
- 그리스도의 이름들 - 알베르 세라
- 주께서 내게 기적을 행하셨도다 - 알베르 세라
- 무제(세라에게 보내는 편지) - 리산드로 알론소

### 특별전: 영상시대와 이장호
- 몸 전체로 사랑을 - 홍파
- 영자의 전성시대 - 김호선
- 한네의 승천 - 하길종
- 바람 불어 좋은 날 - 이장호
- 어우동 - 이장호
- 나그네는 길에서도 쉬지 않는다 - 이장호

### 특별전: 에드가르도 코자린스키
- 원 맨스 워 - 에드가르도 코자린스키
- 시티즌 랑글루아 - 에드가르도 코자린스키
- 로트실트의 바이올린 - 에드가르도 코자린스키
- 탕헤르의 유령들 - 에드가르도 코자린스키
- 욕망의 탱고 - 에드가르도 코자린스키
- 나이트 워치 - 에드가르도 코자린스키
- 녹턴 - 에드가르도 코자린스키

### 특별전: 비엔나영화제 50주년 기념
- 갈망 - 발레슈카 그리제바흐
- 보호받지 못한 순수 - 두샨 마카베예프
- 블러디 차일드 - 니나 멘케스
- 직업의 코미디 - 뤽 물레
- 책을 버리고 거리로 나가자 - 테라야마 슈지

### 청소년 특별전
- 0=2 - 정영은
- 고향의 봄 - 장채연
- 나의 특별한 이야기 - JSF
- 내 방에서의 매니큐어 - 조영은
- 대문 - 김지영
- 비둘기의 꿈 - 이승민 외 3명
- 선물 프로젝트 - 할머니와 수박
- 엄마 - 김다언
- 와배우겠노 - 하샛별
- 위기의 정희 - 1학년
- 이태원에서 나를 보다 - 이태원에서 나를 보다
- Butterfly - 우리는
- First days of 2012 - 이일희
- HUG - 정수민
- Love Orchestra - 박정윤
- Tunne - 장은진

### JIFF 폰 필름 페스티벌
- 그저 오늘 - 김요한
- 소개팅 - 김신정
- Mirror - 이대우
- 빵셔틀의 역습 - 모정훈
- BROTHER - 모상범
- 나 도 좀 먹 고 살 자 - 전형근
- 소리 - 홍혜연
- 핀처의 아이들 - 호형
- 작전시티 - 채여준
- 보편적 순간 - 김진황

### 특별상영
- 전주, 어떤 한국 도시 - 클레르 알비

### JPP 워크 인 프로그레스
- 비올라 - 마티아스 피녜이로
- 이상한 루카스 - 존 토레스
- 아이언 미니스트리 - J.P. 스니아덱키
- 지나가는 사람들 - 김경만
- 탐욕의 제국 - 홍리경